# Matthew Birir
Matthew Kiprotich Birir (Eldama Ravine, 5 luglio 1972) è un ex siepista e maratoneta keniota, campione olimpico dei 3000 m siepi ai Giochi di Barcellona 1992.

## Palmarès
| Anno | Manifestazione    | Sede       | Evento       | Risultato | Prestazione | Note                                     |
| ---- | ----------------- | ---------- | ------------ | --------- | ----------- | ---------------------------------------- |
| 1988 | Mondiali juniores | Sudbury    | 3000 m siepi | Argento   | 8'44"54     |                                          |
| 1990 | Mondiali juniores | Plovdiv    | 3000 m siepi | Oro       | 8'31"02     | Record dei campionati                    |
| 1992 | Giochi olimpici   | Barcellona | 3000 m siepi | Oro       | 8'08"84     | Miglior prestazione personale            |
| 1993 | Mondiali          | Stoccarda  | 3000 m siepi | 4º        | 8'09"42     | Miglior prestazione personale stagionale |
| 1995 | Mondiali          | Göteborg   | 3000 m siepi | 9º        | 8'21"15     |                                          |
| 1996 | Giochi olimpici   | Atlanta    | 3000 m siepi | 4º        | 8'17"18     | Miglior prestazione personale stagionale |

## Altre competizioni internazionali
1990
- Oro alla Santander Road Race ( Santander), 9 km - 24'54"

1991
- 7º al Cross Internacional Memorial Juan Muguerza ( Elgoibar)

1992
- 18º alla BOclassic ( Bolzano) - 30'18"
- 4º al Jean Bouin Trophy Race ( Barcellona), 9,8 km - 28'23"
- 6º al Cross Hannut ( Hannut) - 27'45"

1993
- 7º alla Grand Prix Final ( Londra), 3000 m siepi - 8'27"65
- 13º al Campaccio ( San Giorgio su Legnano) - 35'53"

1994
- 10º all'Amendoeiras em Flor ( Albufeira) - 30'21"
- Argento al Sonseca Crosscountry ( Toledo) - 27'26"

1995
- 12º alla Grand Prix Final ( Monaco), 3000 m siepi - 8'36"22
- Bronzo al Cáceres City Crosscountry ( Cáceres) - 34'07"

1996
- Argento alla Carrefour International Race ( Buenos Aires), 8 km - 24'05"

1997
- 9º alla Grand Prix Final ( Fukuoka), 3000 m siepi - 8'28"83
- 18º al Nairobi International Cross Country ( Nairobi) - 36'35"

1998
- Argento al Moi University Open Crosscountry ( Eldoret) - 38'08"

1999
- Bronzo al Jogging Des Notaires ( Parigi) - 28'08"
- Bronzo alla Ratingen Silvesterlauf 10 km ( Ratingen) - 29'11"
- 5º alla Silvesterlauf Peuerbach ( Peuerbach), 6,8 km - 19'09"
- 17º all'Amendoeiras em Flor ( Albufeira) - 30'55"

2000
- 5º alla Egmond Aan Zee Half Marathon ( Egmond Aan Zee) - 1h03'41"
- 12º alla Washington Cherry Blossom 10 mile ( Washington), 10 miglia - 48'24"
- Oro al KAAA Cross Country Meeting ( Eldoret) - 34'07"

2001
- 8º alla Maratona di Amsterdam ( Amsterdam) - 2h13'58"
- 4º alla Egmond Aan Zee Half Marathon ( Egmond Aan Zee) - 1h04'09"
- 9º al Campaccio ( San Giorgio su Legnano) - 37'30"
- Bronzo alla Corrida Pédestre Internationale de Houilles ( Houilles) - 28'54"
- Bronzo alla Charleston Cooper River Bridge 10 km ( Charleston) - 28'52"
- 12º alla New Orleans Crescent City Classic 10 km ( New Orleans) - 29'19"
- 11º alla Carlsbad 5000 ( Carlsbad) - 13'57"

2002
- Argento alla Taipei Marathon ( Taipei) - 2h15'49"
- 14º alla Maratona di Amburgo ( Amburgo) - 2h15'28"
- 4º alla Route du Vin Half Marathon ( Remich) - 1h02'47"
- 4º alla Breda Half Marathon ( Breda) - 1h03'18"
- 13º alla Mezza maratona di Parigi ( Parigi) - 1h04'10"
- Bronzo alla Budapest Half Marathon ( Budapest) - 1h03'28"

2003
- Bronzo alla Mazatlan Gran Maratón Pacifico ( Mazatlán) - 2h15'53"
- Oro alla Mezza maratona di Trieste ( Trieste) - 1h05'20"
- 9º alla Torreón 10 km ( Torreón) - 29'51"
- 22º alla Port Elizabeth 10 km ( Port Elizabeth) - 29'49"
- Bronzo al KAAA Cross Country Meeting ( Eldoret) - 38'17"

2004
- Bronzo alla Maratona di Bruxelles ( Bruxelles) - 2h11'43"
- Bronzo alla Los Angeles Marathon ( Los Angeles) - 2h14'25"
- 6º alla Ciudad de México Carrera Atlética MVS  ( Città del Messico) - 30'17"

2005
- 8º alla Maratona di Francoforte ( Francoforte sul Meno) - 2h12'41"
- 7º alla Los Angeles Marathon ( Los Angeles) - 2h19'07"
- 6º alla Le Puy-en-Velay 15 km ( Le Puy-en-Velay) - 45'52"

2006
- 12º alla San Diego Rock 'n' Roll Marathon ( San Diego) - 2h24'08"
- 21º alla Lille Half Marathon ( Lilla) - 1h08'40"